# Haworthiopsis reinwardtii f. chalumnensis
Haworthiopsis reinwardtii f. chalumnensis, coneguda abans com Haworthia reinwardtii f. chalumnensis, és una varietat de Haworthiopsis reinwardtii i està dins del gènere Haworthiopsis.

## Descripció
Haworthiopsis reinwardtii f. chalumnensis és una suculenta perennifòlia que té les fulles més allargades, doblegades cap a dins i visiblement tuberculoses. Només el clon triploide propagat vegetativament és d'aquesta forma.

## Distribució i hàbitat
Haworthiopsis reinwardtii var. chalumnensis creix a la província sud-africana del Cap Oriental, concretament al voltant del riu Chalumna, encara que sembla com si la forma robusta típica es trobés a prop de la comissaria de policia de Chalumna.

## Taxonomia
Haworthiopsis reinwardtii f. chalumnensis va ser descrita per (G.G.Sm.) Gildenh. i Klopper i publicat a Phytotaxa 265: 10, a l'any 2016.
Etimologia
Haworthia: nom en honor del botànic britànic Adrian Hardy Haworth (1767-1833).
reinwardtii: epítet en honor de Caspar Georg Carl Reinwardt (1773-1854), botànic holandès d'origen prussià, professor de química, farmàcia i ciències naturals, recollit a Sud-àfrica, fundador i primer director d'agricultura del Jardí Botànic de Bogor (Buitenzorg) a Java.
f. chalumnensis: epítet del lloc geogràfic de Chalumna (Cap Oriental, Sud-àfrica).
Sinonímia
- Haworthia reinwardtii var. chalumnensis G.G.Sm., J. S. African Bot. 9: 99 (1943). (Basiònim/Sinònim substituït)
- Haworthia reinwardtii f. chalumnensis (G.G.Sm.) M.B.Bayer, Haworthia Handb.: 106 (1976).[7]